# 小立陶宛

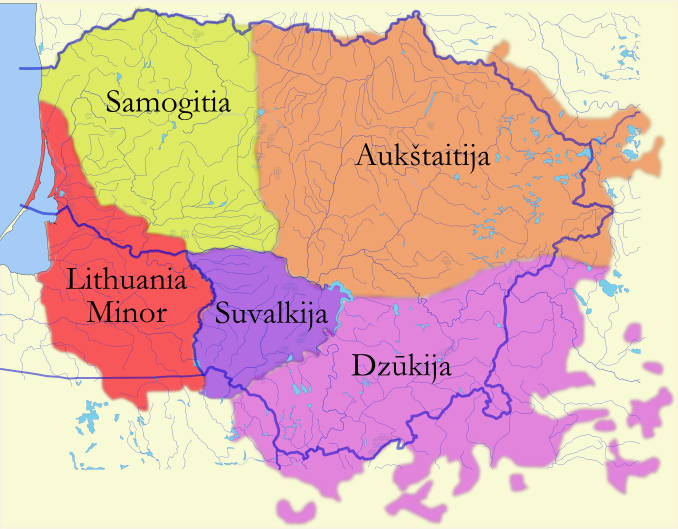
紅色部分是小立陶宛

小立陶宛，又稱普魯士立陶宛是立陶宛的五個歷史區域之一，在歷史上曾屬於普魯士，是東普魯士的一部分。在13世紀時期，條頓騎士團入侵這裡，使得德語人口開始在這裡居住。此後在很長的一段時間內，這裡都屬於普魯士統治。一戰之後，除了克萊佩達地區之外，小立陶宛被德国吞併。戰後，小立陶宛又成為蘇聯的一部分。現在小立陶宛的大部分地區屬俄羅斯的加里寧格勒州，小部分地區屬於立陶宛和波蘭。